# Heinrich Brupbacher
Heinrich Brupbacher oder Heinrich Bruppacher (* 3. Dezember 1758 in Wädenswil; † 1. Mai 1835 ebenda) war ein Schweizer Kupferstecher. Zudem gestaltete er Landkarten und Taufscheinformulare. 
Aus Brupbachers Familie stammen mehrere Kupferstecher, Medailleure und Steinschneider. In den 1790er-Jahren war Brupbacher Beamter an der Münze in Luzern.

## Werk

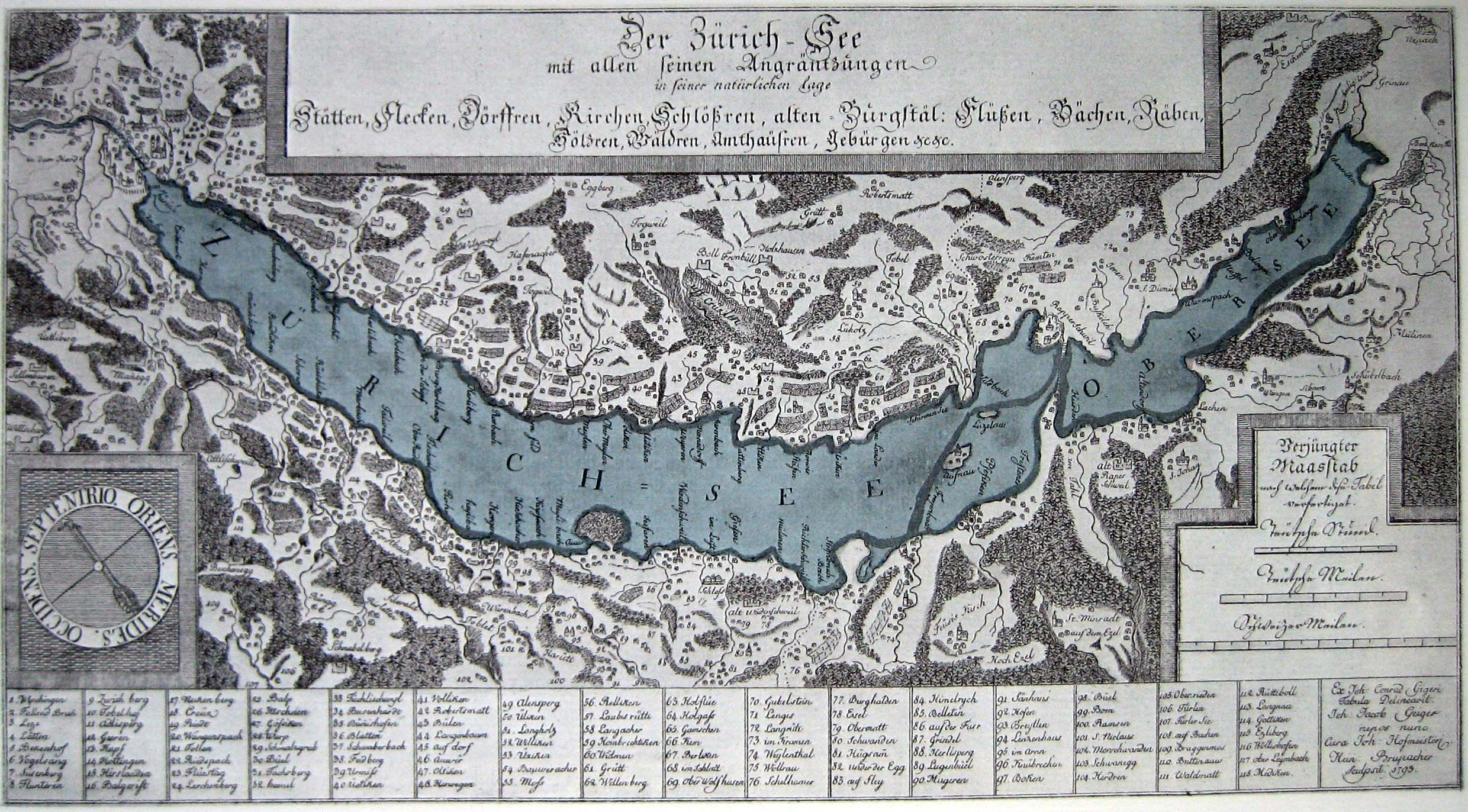
Übersichtsplan

Brupbacher wurde vor allem bekannt durch seine Stiche zahlreicher Dörfer am Zürichsee. Das Werk «der Zürich-See mit allen seinen angräntzungen in seiner ganz natürlichen Laage» erschien 1794 und entstand zwischen 1790 und 1793. Auftraggeber und Herausgeber war der gelernte Zürcher Buchbinder und Verleger Johannes Hofmeister (1721–1806). Mit seinen 34 Bildern war das Werk die erste Serie von Ansichten der Ortschaften und Landgüter rund um den Zürichsee.
Gezeichnet wurden die Ansichten neben Brupbacher von Heinrich Thomann (1748–1794), von ihm stammt eine Ansicht von Küsnacht und die beiden Blätter von Wädenswil. Hofmeister selber zeichnete die Ansicht der Enge. Weitere Zeichner sind nicht namentlich bekannt.
Allen Ansichten gemeinsam ist der Blickwinkel: Auch wenn sich der Zeichner dem Ufer entlang rudern ließ, sind die Dörfer ungefähr aus der Höhe eines heutigen Passagierschiffes gezeichnet; ein Kunstgriff, der öfters angewendet wurde. 
21 der 34 Blätter wurden von Heinrich Brupbacher gestochen, die Namen der anderen Graveure sind nicht bekannt. Als Titelblatt diente die Übersichtskarte, die Brupbacher 1793 nach einer Vorlage von Hans Conrad Gyger zeichnete und stach; «eine interessante neue Landkart gar nett gestochen». 
Alle Blätter sind einheitlich beschrieben, am Beispiel von Zollikon: «Le Village de Zollikon. Au Bord du Lac de Zurich avec Ses Environs Vers L’orient  dessine d‘après la Nature. Cura (= Herausgeberschaft) Hofmeister, H. Brupbacher sculp. (= stach es)»

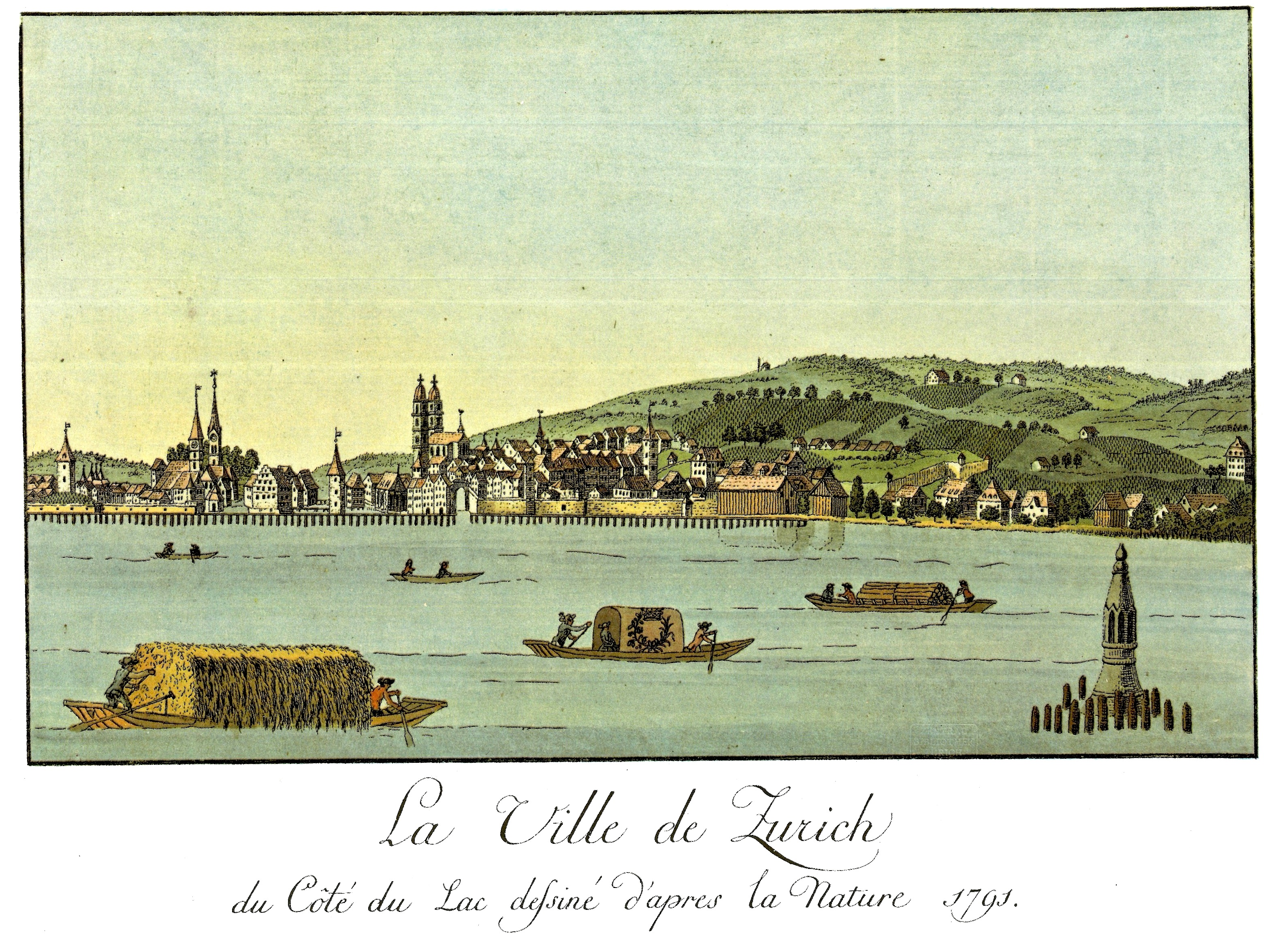
Zürich
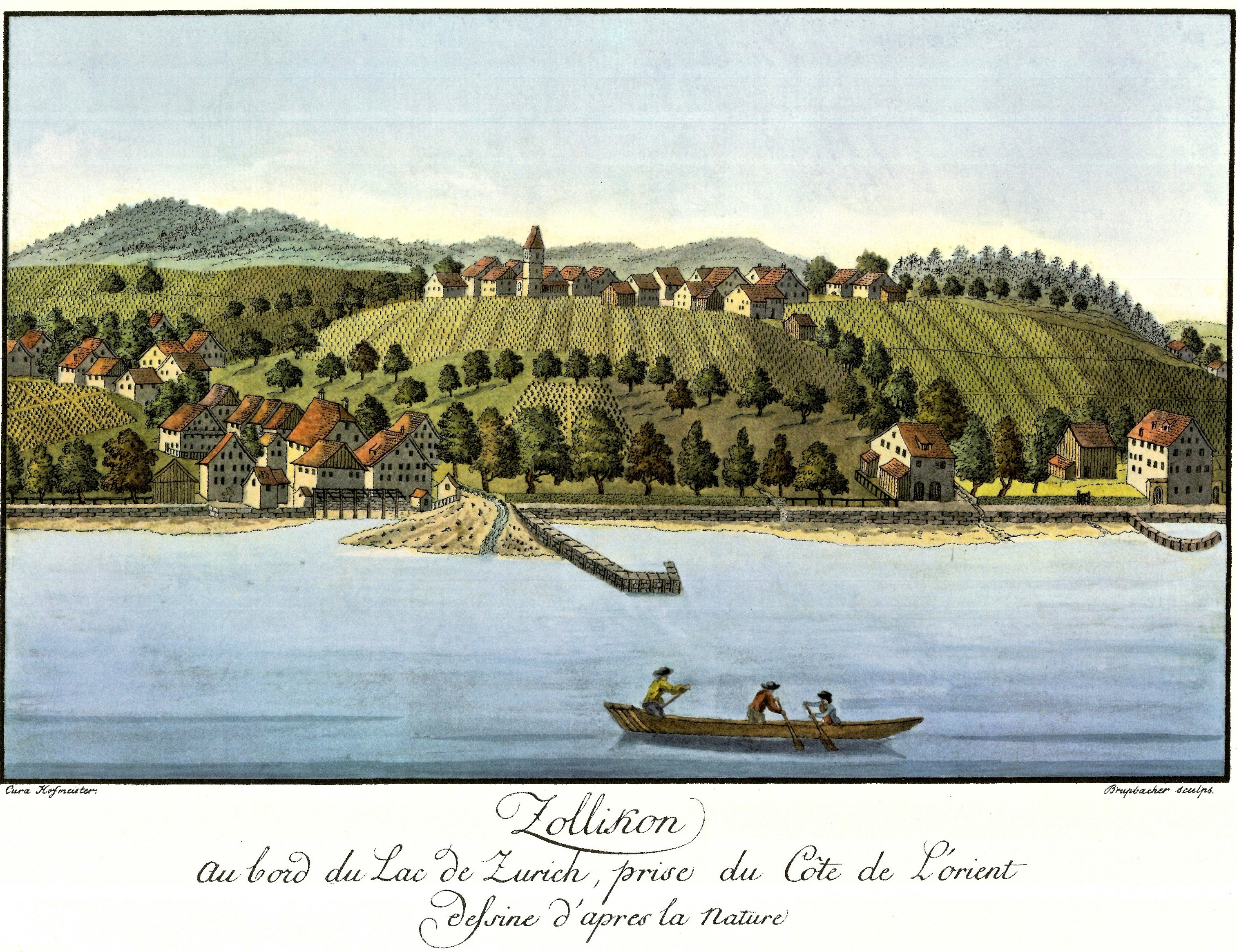
Zollikon
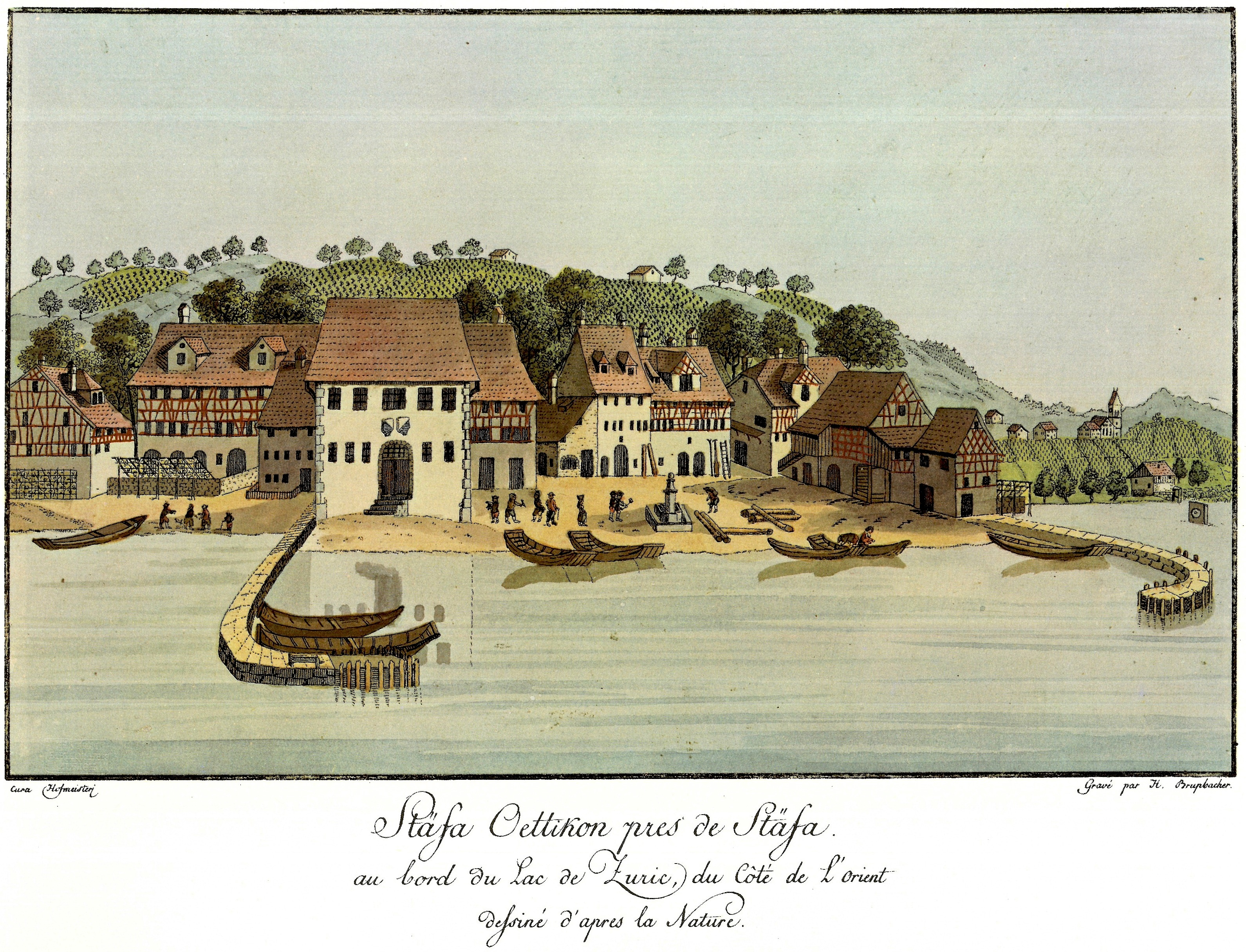
Stäfa-Oetikon
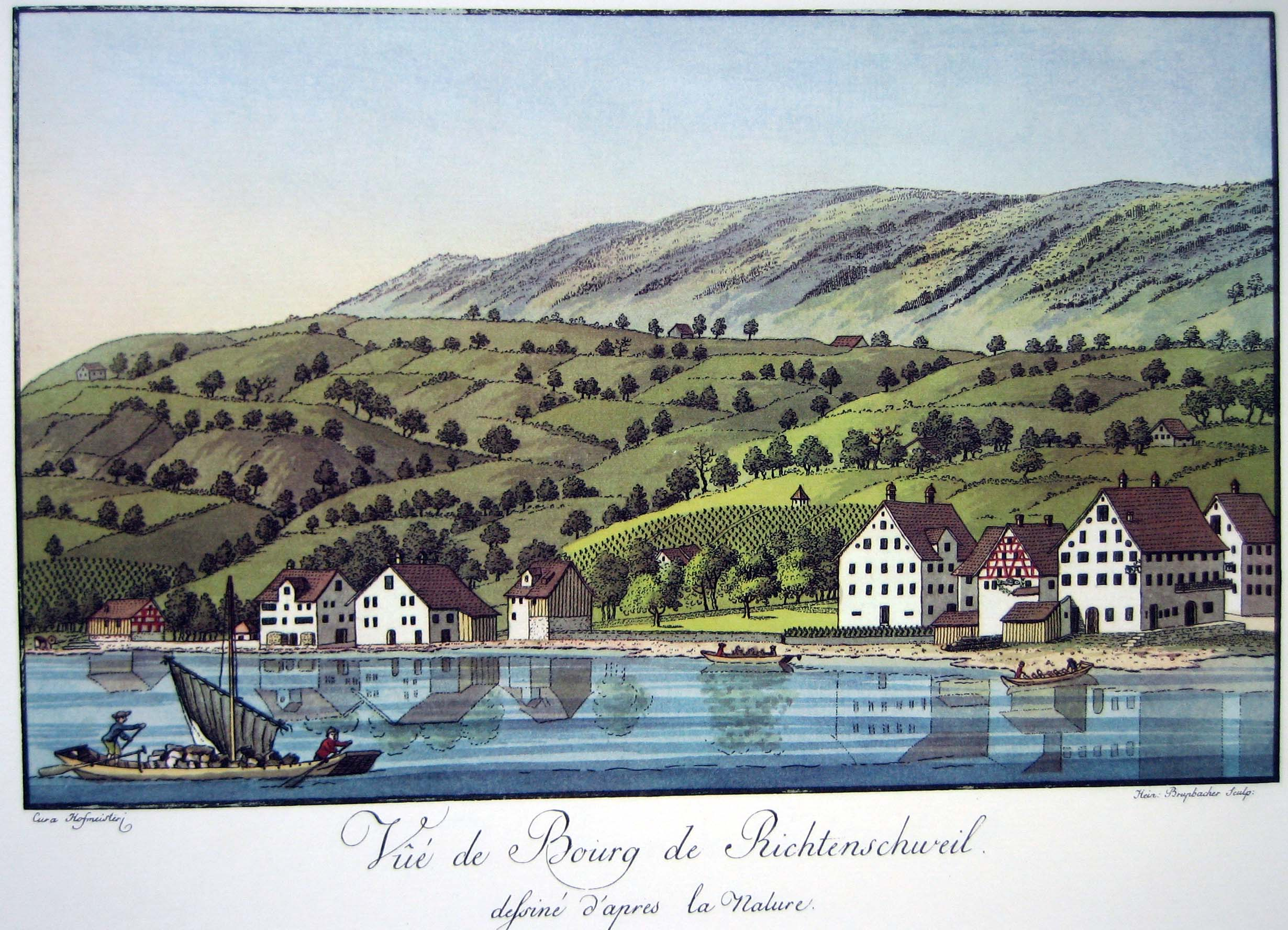
Richterswil
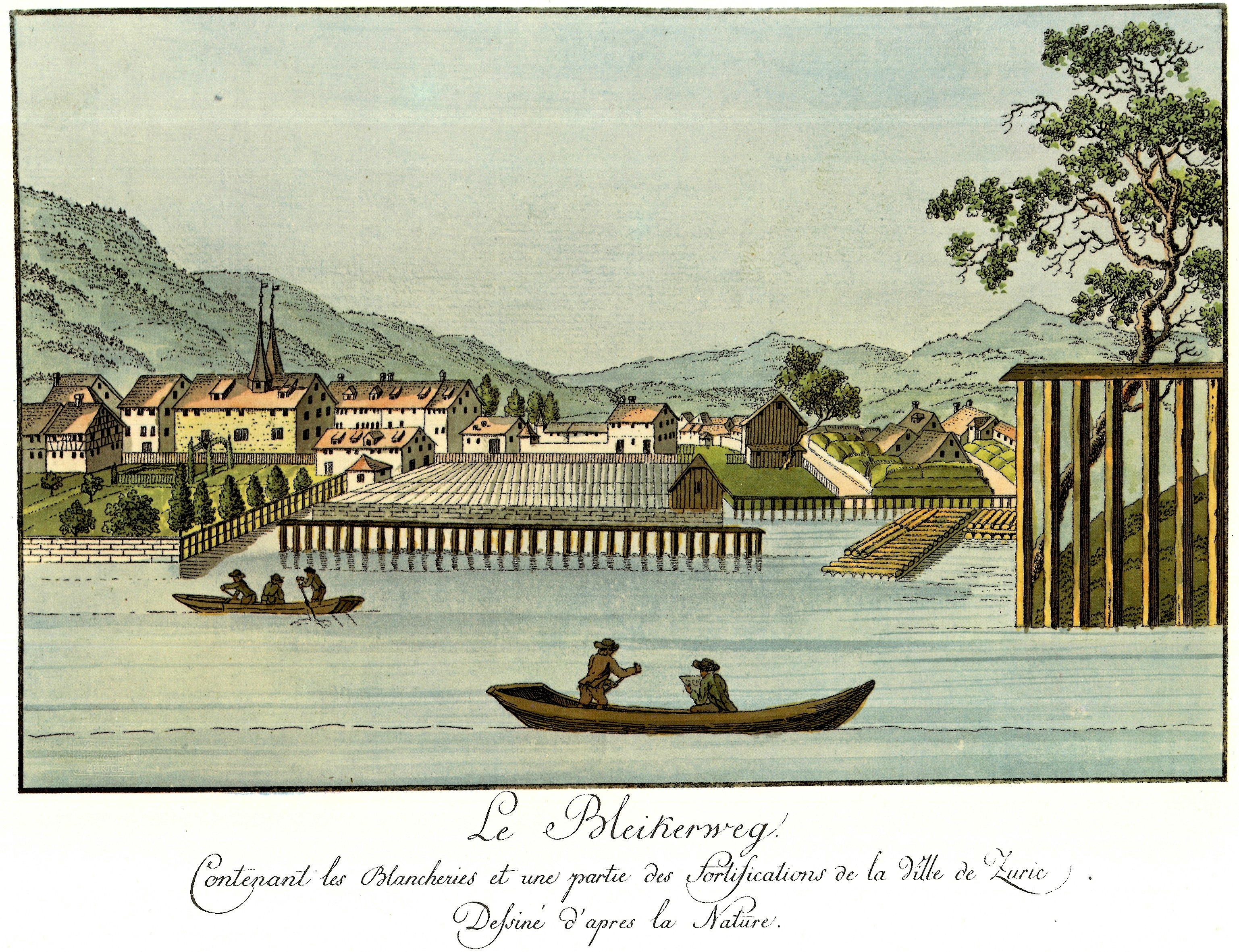
Zürich-Bleiche